# Luca Oberti
Luca Oberti (Bergamo, 24 novembre 1982) è un clavicembalista e direttore d'orchestra italiano.

## Biografia
Luca Oberti, dopo gli studi in organo e composizione al conservatorio di Bergamo, studia clavicembalo con Emilia Fadini, diplomandosi presso il Conservatorio "Giuseppe Verdi" di Milano.
Studia poi clavicembalo e musica da camera all'Accademia Chigiana di Siena, nella classe di Christophe Rousset e si perfeziona poi con Pierre Hantaï.
Inizia giovanissimo a collaborare con numerosi gruppi specializzati nella musica antica, come Les Musiciens du Louvre, Les Talens Lyriques, La Venexiana, Il Pomo d'oro, Les Ambassadeurs.
Allievo per la direzione d'orchestra di Donato Renzetti, dal 2019 è direttore artistico dell'Orchestra Carisch di Milano.

## Discografia
- 2015 - Louis Marchand & Louis-Nicolas Clérambault - Complete harpsichord works (Stradivarius)
- 2018 - J.S. Bach - An Italian journey (Arcana)
- 2019 - Vivaldi - Stabat Mater e mottetti (Amadeus)
- 2020 - Vivaldi - Per la Sig.ra Geltruda (Pan Classics)